# Alexis Björkman
Alexander "Alexis" Björkman, född 15 december 1853 i Mortorps församling, Kalmar län, död 16 februari 1930 i Bromma församling, Stockholms stad, var en svensk nykterhetsivrare och politiker (socialdemokrat).
Björkman ägnade sig efter skolstudier åt affärsverksamhet, var 1891–1895 boktryckare och tidningsutgivare i Sundsvall, startade 1895 "Söderhamns-Kuriren" och var dess redaktör till september 1903, varefter han verkade som tidningsman dels i Norrköping (1903–1904), dels i Stockholm, där han tillhörde "Reformatorns" redaktion 1904–1909.
Björkman var från 1910 föreståndare för Sveriges nykterhetssällskaps upplysningsbyrå i Stockholm och tillhörde från 1919 riksdagens första kammare, först invald i Västmanlands läns valkrets och från 1922 i Södermanlands läns och Västmanlands läns valkrets.
Björkman författade bland annat skriften Rusdrycksförbudet i Förenta staterna (1921). Han är begravd på Bromma kyrkogård.